# 布鲁诺·恩格尔迈尔
布鲁诺·恩格尔迈尔（德語：Bruno Engelmeier，1927年9月5日—1991年7月2日），奥地利男子足球运动员。他曾代表奥地利参加1958年国际足联世界杯。他也曾入选1948年夏季奥运会奥地利国奥队名单，但并未上场参赛。